# Vandelliinae
Vandelliinae es una subfamilia de peces siluros de la familia Trichomycteridae. Son peces que se alimentan de la sangre de peces de mayor tamaño. Estos parásitos entran en las cavidades corporales de los peces huéspedes, se alimentan de la sangre de los filamentos branquiales y vuelven a salir.
Suelen parasitar a ostariofisiarios como Pimelodidae, Doradidae y Characidae. Los ojos de las especies de este grupo son relativamente grandes entre los siluros, lo que sugiere que la vista puede ser importante en la detección de sus presas.
De un miembro de este grupo, el candirú (Vandellia cirrhosa), se dice que puede introducirse ocasionalmente en orificios corporales humanos, en particular la uretra, aunque no hay evidencias que indiquen que esto realmente sea cierto o que estos ataques sean algo más que desviaciones infrecuentes y accidentales del comportamiento alimentario habitual de este pez.